# Collégiale Notre-Dame de Barjols
La collégiale Notre-Dame de Barjols, dite aussi collégiale Saint-Marcel, est une ancienne collégiale datant du XIVe siècle. Elle est située sur la commune de Barjols dans le département du Var.

## Historique
Elle a été classée Monument historique par arrêté du 25 juin 1979.

## Architecture
Le clocher, en forme de tour carrée, est surmonté d'un campanile. La cloche la plus ancienne date de 1529, elle sonne la note Sol. Fabriquée par le fondeur de Varages Antoine Richieud, cette dernière est toujours sur le campanile du clocher de la collégiale et figure dans le Var parmi les 31 cloches restantes du 16e siècle connues et conservées. Fait remarquable, elle comprend l’inscription latine "Sancte Marcelle ora pro nobis" soit "St Marcel, priez pour nous". Cela montre l’importance accordée déjà à cette époque au saint patron de la ville, près de 200 ans après l’arrivée de ses reliques dans la collégiale Notre-Dame de l’Assomption. En plus des inscriptions latines inscrites en caractères gothiques, cette cloche comprend de nombreux décors religieux, des médaillons, une frise de feuillage et des fleurettes. C’est vraiment un objet d’art, certes difficile d’accès car on doit y grimper à la corde depuis le campanile du clocher mais elle vaut vraiment le détour.
On compte également dans le clocher deux autres cloches datées de 1683 (qui mesure 1,18 m de diamètre et pèse près d’une tonne) et de 1699 .

### Galerie

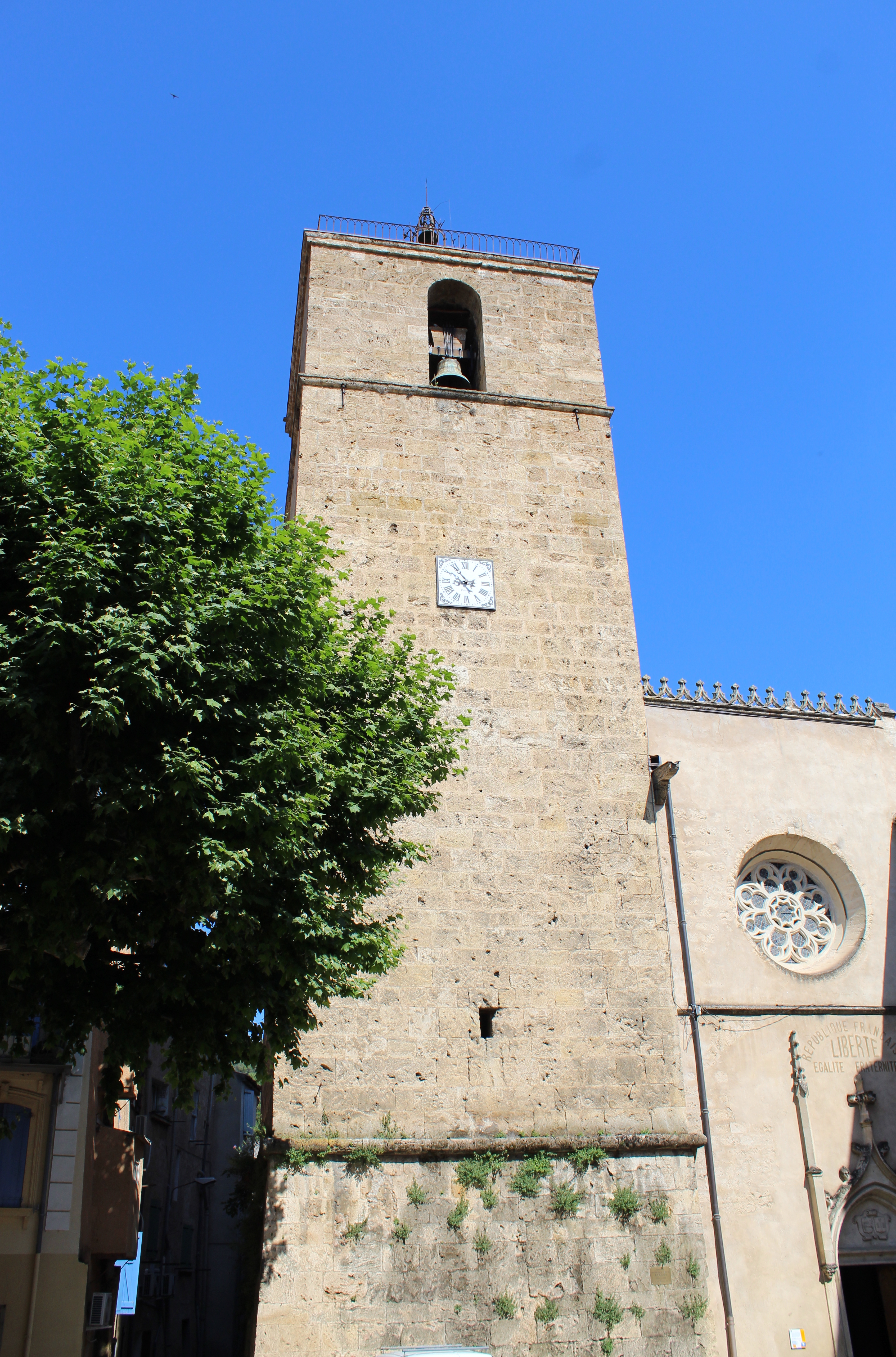
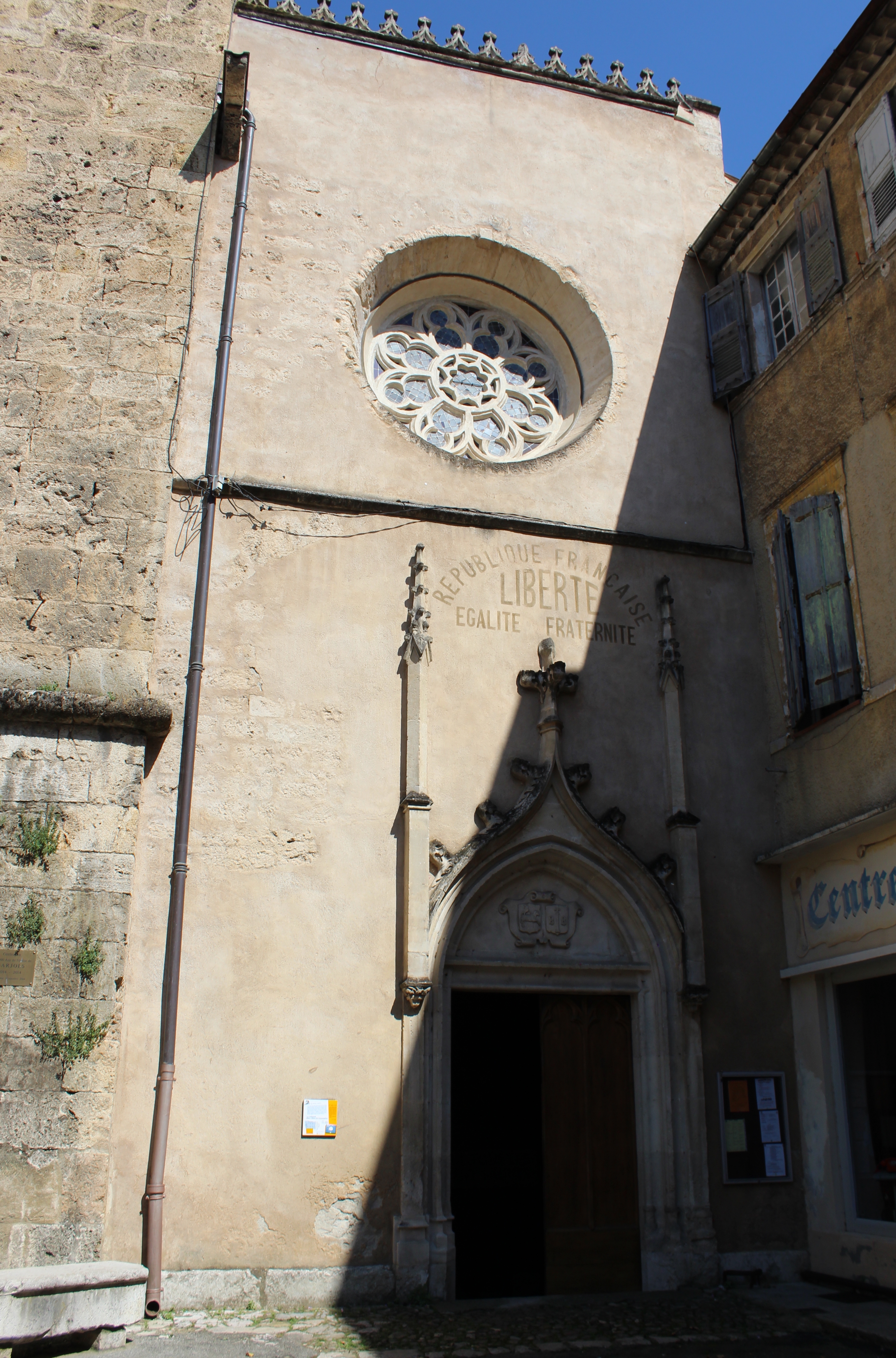
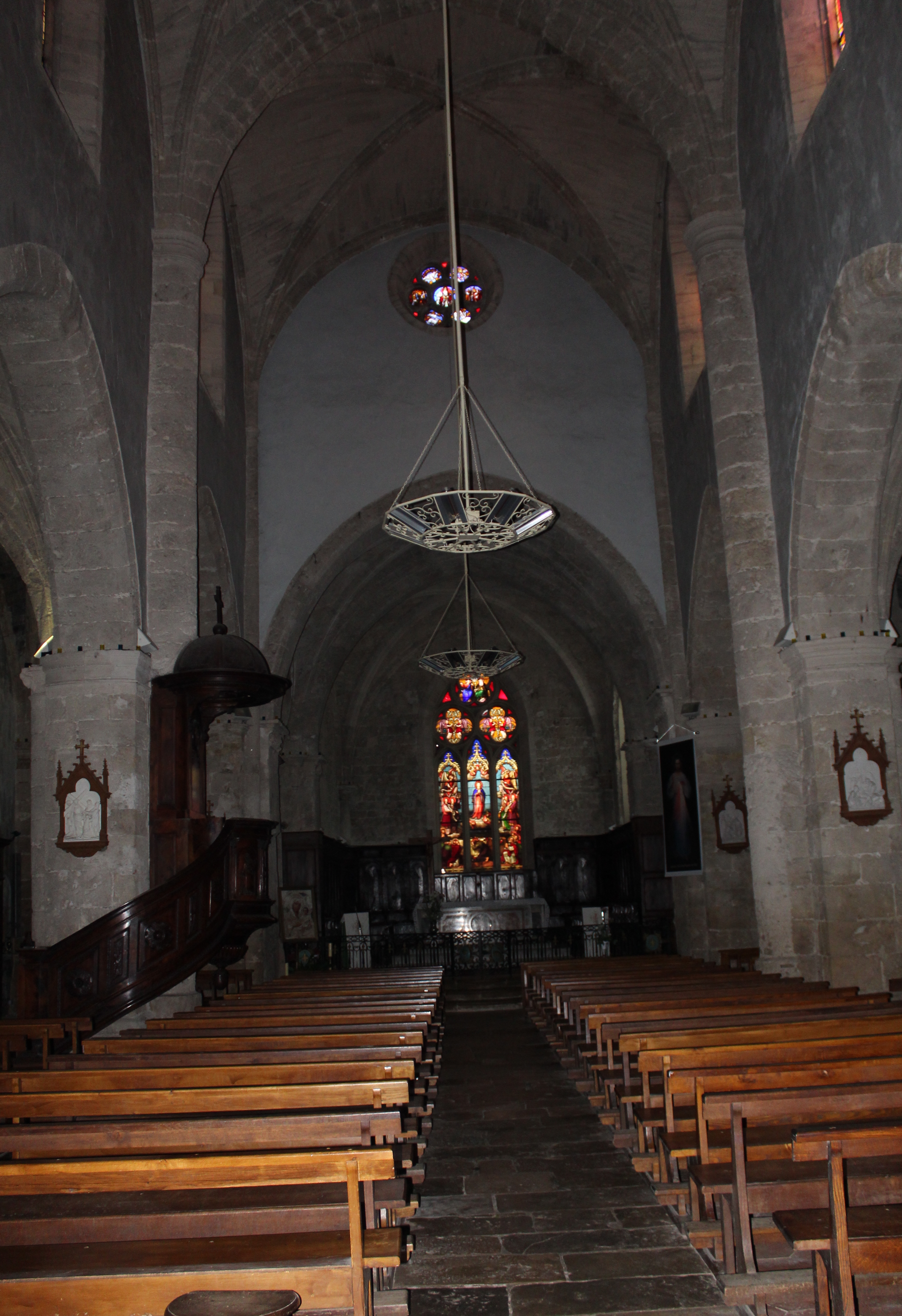
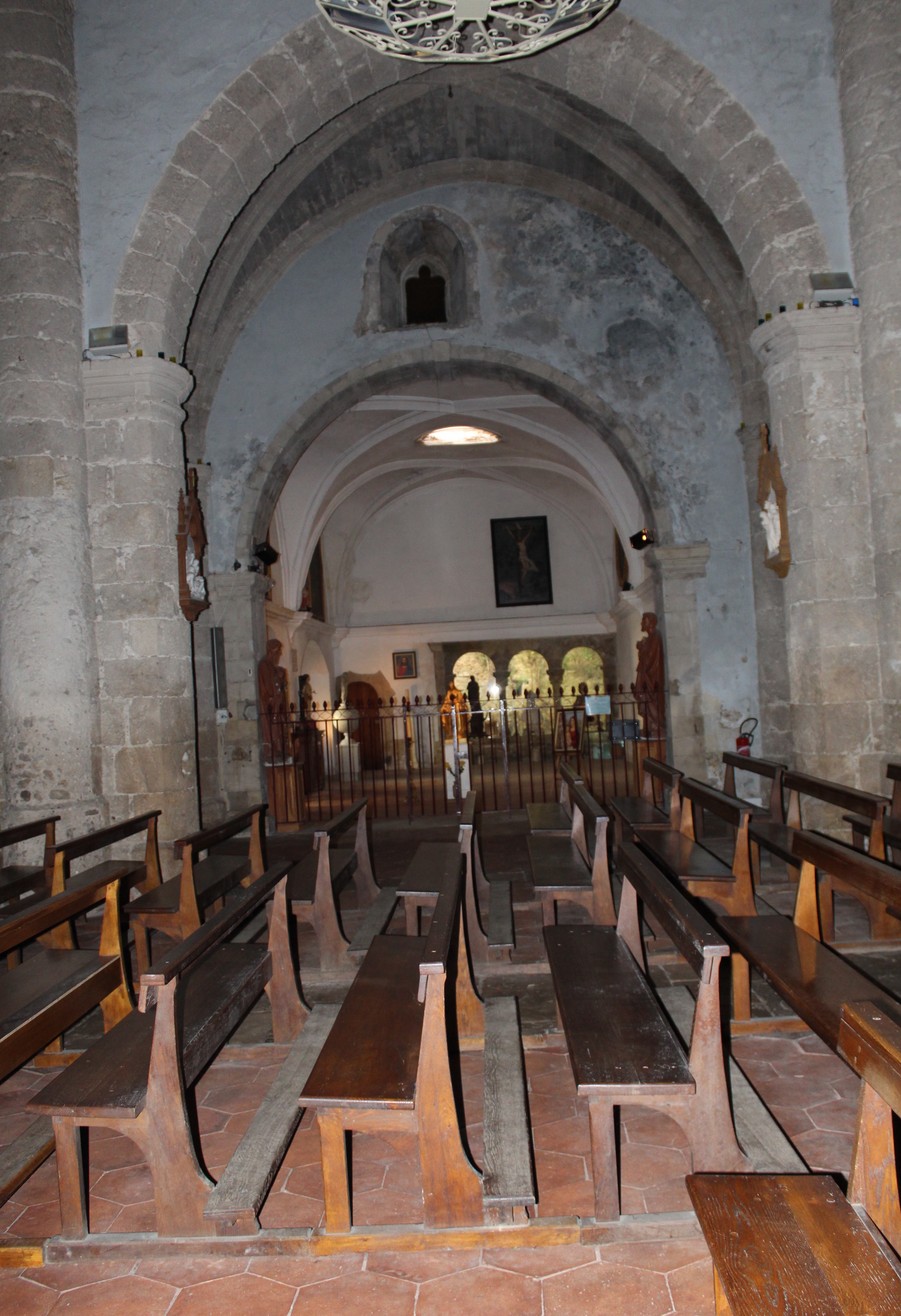
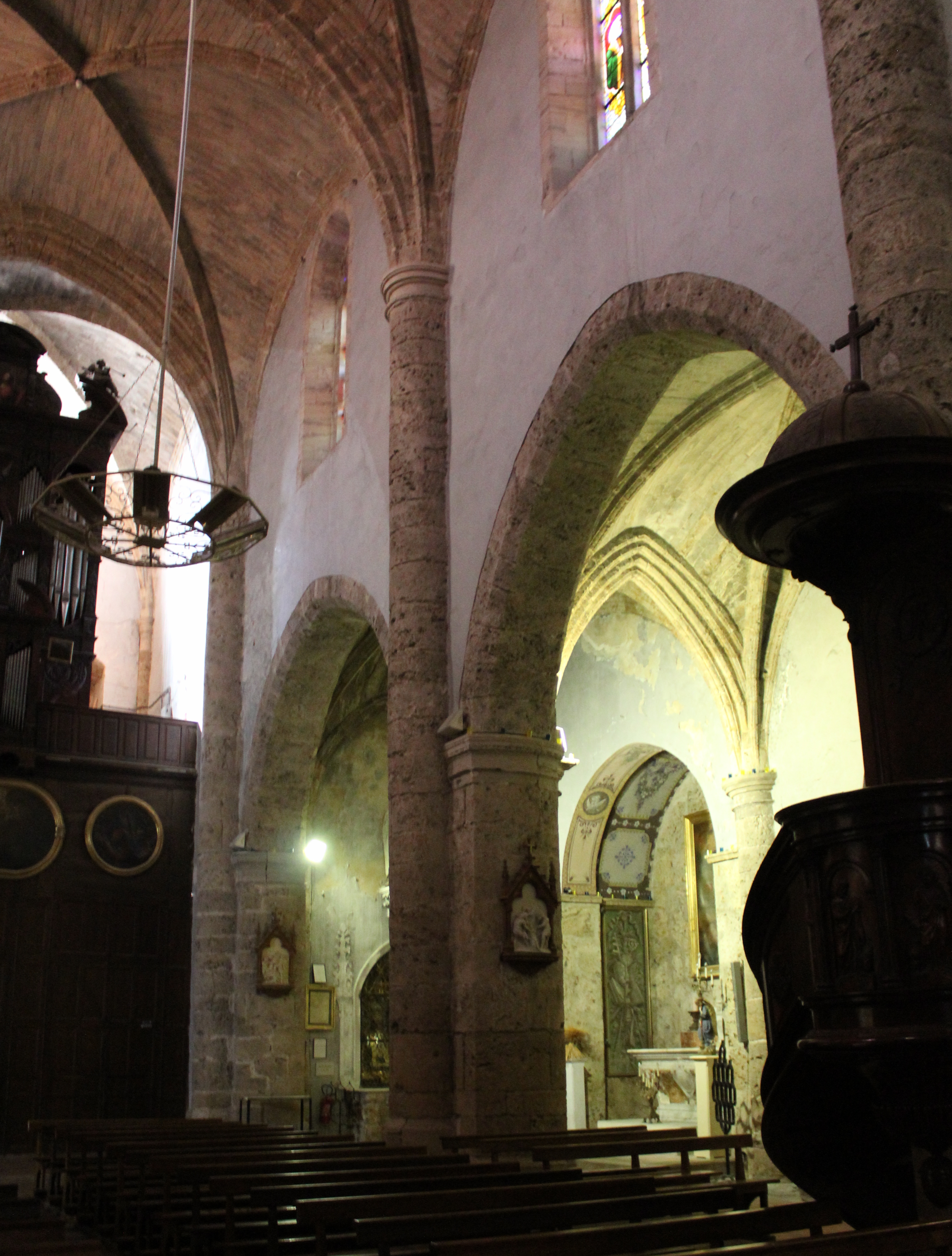
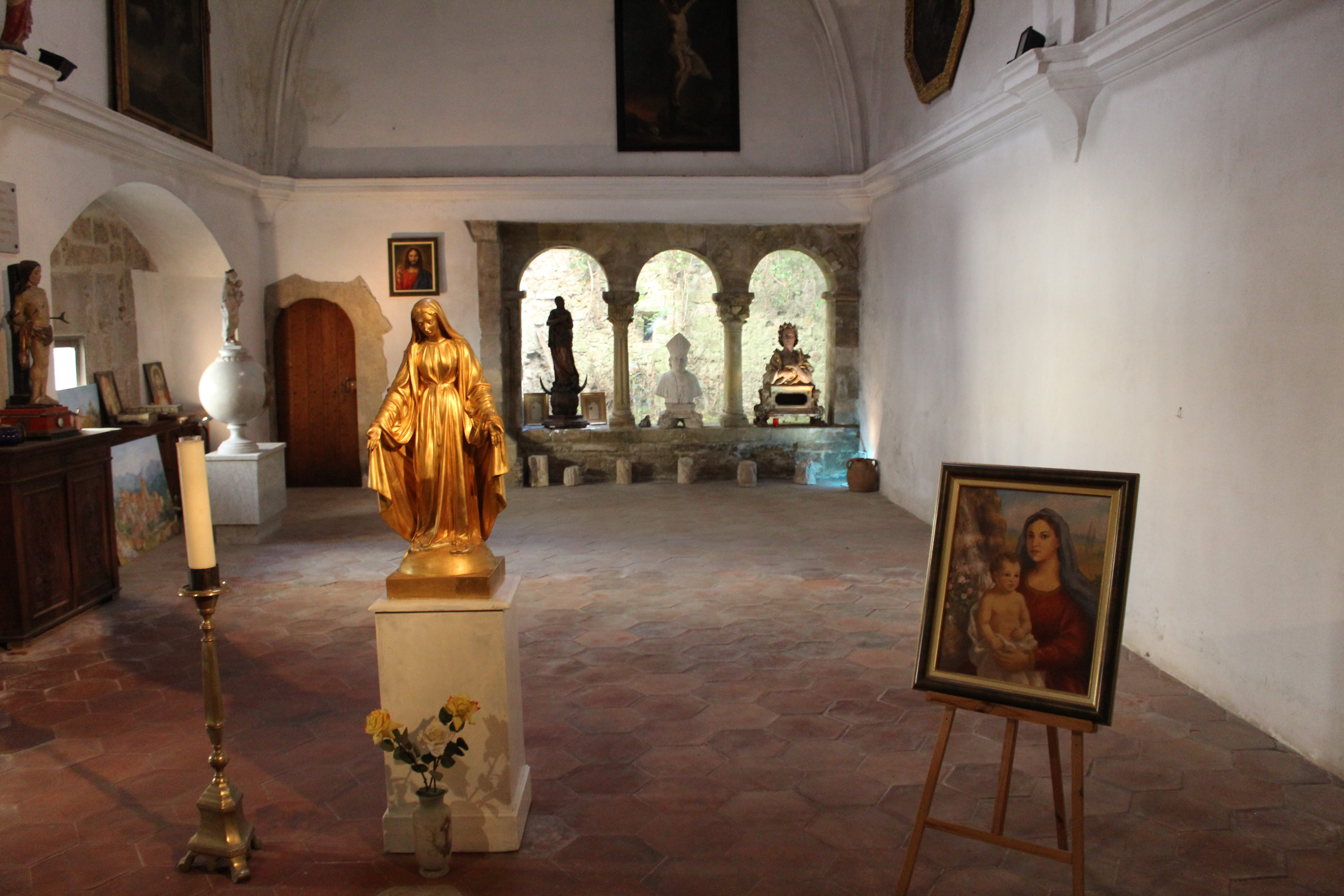